# Lyman (Wyoming)
Lyman – miasto w Stanach Zjednoczonych, w stanie Wyoming, w hrabstwie Uinta.